# Василівське (Шосткинський район)
Васи́лівське — село в Україні, у Зноб-Новгородській селищній громаді Шосткинського району Сумської області. Населення становить 19 осіб. До 2016 орган місцевого самоврядування — Кренидівська сільська рада.

## Географія
Село Василівське знаходиться за 2,5 км від лівого берега річки Знобівка. Між селом і річкою велике осушене торф'яне болото-урочище Кашпірове Болото і урочище Любохів. На відстані 0,5 км розташоване село Українське.

## Символіка
На гербі зображений чорний кінь який задніми лапами стоїть на моріжку і перестрибує через чорні гарматні кулі. Зелена трава (моріжок) з жовтими рослинами та гарматні кулі взяті з герба міста Брянськ, що символізує історичну приналежність до Брянської губернії. Кінь символізує колишню конюшню в селі, а те що стрибає символізує що село відійшло Україні 1926 року, під час вирівнювання кордонів між Росією і Україною. Чорний колір коня і гармат - Кашпірове Болото.

## Історія
Василівське було заселене в 1920-х роках на місці саду, що належав поміщику Склярову. З дня заснування воно входило до складу Селецької волості Трубчівського повіту Брянської губернії, а з травня 1925 року — укрупненої Трубчевської волості Почепського повіту Брянської губернії. До складу України село було передано лише 1 вересня 1926 року, після прийняття Президією ЦВК СРСР постанови від 16 жовтня 1925 «Про врегулювання кордонів УРСР з РРСФР і БРСР».
В 1926 році в Василівському значилося 56 дворів, у яких мешкало 294 жителя.
В роки колективізації в селі був організований колгосп ім. Красіна, який проіснував до 1950 року, після чого його приєднали до Кренидівська колгоспу ім. Будьонного. З того часу пройшло понад шістдесят років, проте в народі Василівське досі називають — Красін.
У 1942 році німецькі окупанти спалили в Василівському 26 дворів і розстріляли 21 жителя. Однак зусиллями місцевих жителів село було відновлено і до середини 1950-х років налічувало близько 50 дворів, у яких проживало понад 200 жителів. У післявоєнні роки в селі працювала молочнотоварна ферма і конюшня.
Починаючи з 1960-их років чисельність населення у Василівському почала знижуватися, а село занепадати. У 1989 році в ньому проживав 31 житель, а в 2001 році — 19 жителів.
12 червня 2020 року, відповідно до розпорядження Кабінету Міністрів України № 723-р «Про визначення адміністративних центрів та затвердження територій територіальних громад Сумської області», село увійшло до складу Зноб-Новгородської селищної громади.
19 липня 2020 року, в результаті адміністративно-територіальної реформи та ліквідації Середино-Будського району, село увійшло до складу новоутвореного Шосткинського району.